# Leslie P. Davies
Leslie Purnell Davies (meist als L. P. Davies; geboren am 20. Oktober 1914 in Crewe, Cheshire; gestorben am 6. Januar 1988 in Puerto de la Cruz, Teneriffa) war ein britischer Schriftsteller, der zahlreiche Romane und Kurzgeschichten in den Grenz- und Mischbereichen der Genres Horror, Mystery, Fantasy und Science-Fiction verfasste.

## Leben
Davies war der Sohn des Gärtners Arthur Davies und von Annie Davies, geborene Sutton. Er studierte Optometrie an der University of Manchester, wo er 1939 abschloss. Zuvor hatte er schon mehrere Jahre in Apotheken gearbeitet. Von 1939 bis 1945 diente er in der britischen Armee in Nordafrika und Italien. Nach dem Zweiten Weltkrieg war er bis 1957 als stellvertretender Leiter einer Poststelle in Birmingham. Ab 1960 arbeitete er als Optiker. 
Anfang der 1960er begann er als Schriftsteller zu arbeiten. 1960 erschien eine erste Erzählung, Because Susie Didn’t Go Straight Home! in der Zeitschrift Family Star, sein erster Roman The Paper Dolls erschien 1964.
Kennzeichen seiner Arbeiten ist einerseits die Neigung zum Vermischen von Genres, etwa Science-Fiction und Kriminalroman, was die Einordnung oft schwierig macht und nach Davies’ Aussage die Vermarkung beispielsweise seines ersten Romans behinderte, andererseits die immer wiederkehrenden Themen, nämlich Gedächtnisverlust, Identitätsstörung und Verlust des Bezugs zur Realität. Da es also oft um Probleme der Psyche geht nannte Davies seine Bücher „Psychofiction“ in Abgrenzung zur üblichen Science-Fiction, zumindest manche seiner Bücher könnte man mit dem gängigeren Begriff Psychothriller klassifizieren. Mit wenigen Ausnahmen wird dort, wp übernatürliche Elemente eine Rolle zu spielen scheinen, das am Ende aufgelöst und eine natürliche Erklärung präsentiert.
S. T. Joshi sprach von Davies’ Romanen als „in ihrer stillen Art mit die bemerkenswerteste Weird Fiction der 1960er und 1970er“.
Neben seinen Romanen veröffentlichte er hunderte von Kurzgeschichten auch unter Verwendung mehrerer Pseudonyme. Viele von diesen erschienen im London Mystery Magazine, in einer Ausgabe auch einmal zehn seiner Geschichten, jede unter einem anderen Namen.

## Werke
- The Paper Dolls (1964)
- Man Out of Nowhere (1965, auch als Who Is Lewis Pinder?, 1966)
  - Deutsch: Mann aus dem Nichts. Kriminalroman. Übersetzt von Gerhard Baumrucker und Alexandra Baumrucker. Goldmann-Taschen-Krimi #4114, 1971, ISBN 3-442-04114-7.
- The Artificial Man (1965)
  - Deutsch: Der Mann aus der Zukunft. Übersetzt von Tony Westermayr. Goldmanns Weltraumtaschenbücher #090, 1968.
- Psychogeist (1966)
- als Leslie Vardre: Tell it to the Dead (1966, auch als The Reluctant Medium unter dem eigentlichen Namen, 1967)
- Twilight Journey (1967)
  - Deutsch: Reise ins Zwielicht. Übersetzt von Norbert Wölfl. Die deutsche Fassung des Buches wurde von Herbert W. Franke überprüft. Goldmann-Science-Fiction #0177, 1973, ISBN 3-442-23177-9.
- The Lampton Dreamers (1967)
- The Nameless Ones (1967, auch als A Grave Matter, 1968)
- The Reluctant Medium (1967)
- The Alien (1968), auch Literaturvorlage für den 95-minütigen Film Der Agent, der seinen Leichnam sah (The Groundstar Conspiracy) von Lamont Johnson
- Dimension A (1969)
- Genesis Two (1969)
- Stranger to Town (1969)
  - Deutsch: Fremd in dieser Stadt. Kriminalroman. Übersetzt von Norbert Wölfl. Goldmann-Taschenkrimi #3274, 1969.
- The White Room (1969)
  - Deutsch: Ein perfekter Gentleman. Kriminalroman. Übersetzt von Gerhard Baumrucker und Alexandra Baumrucker. Goldmann-Taschenkrimi #4060, 1971.
- Adventure Holidays Ltd. (1970)
- The Shadow Before (1970)
- Give Me Back Myself (1971)
- What Did I Do Tomorrow? (1972)
  - Deutsch: Was geschah morgen? Kriminalroman. Übersetzt von Mechthild Sandberg. Goldmann-Taschenbücher #4398, 1972, ISBN 3-442-04398-0.
- Assignment Abacus (1975)
- Possession (1976)
- The Land of Leys (1979)
- Morning Walk (1983)